# François Jacob
François Jacob (Nancy, 17 giugno 1920 – Parigi, 20 aprile 2013) è stato un biologo francese, vincitore, insieme ad André Lwoff e Jacques Monod, del premio Nobel per la medicina nel 1965, per «le scoperte riguardanti il controllo genetico della sintesi di virus ed enzimi».
Con Jacques Monod formulò l'ipotesi in base alla quale il controllo dei livelli enzimatici nelle cellule avviene tramite il feedback sulla trascrizione.
È stato accademico di Francia dal 1988 al 2013.

## L'infanzia e gli studi
François Jacob è l'unico figlio di Simone e Teresa Jacob, entrambi di religione ebraica. François descrive suo padre come un "religioso conformista", mentre egli, poco dopo il suo bar mitzvah, diventa un ateo. È un bambino curioso, precoce nell'imparare a leggere. All'età di sette anni entra al Liceo Carnot, dove viene istruito per il decennio successivo; lo stesso Jacob nella sua autobiografia, ricordando gli anni trascorsi al Liceo dice: Dieci anni in un posto simile, che punizione per un ragazzo.
Nonostante l'interesse e il talento in fisica e matematica, Jacob era terrorizzato alla prospettiva di spendere due anni in un regime ancora più draconiano per prepararsi all'ammissione al Politecnico di Parigi. Decide di seguire la sua seconda passione, la medicina e in particolare la chirurgia. Chiede consiglio ad Henri, suo zio medico, il quale per scoraggiarlo lo invita ad assistere a un'operazione chirurgica, ma il giovane François ne rimane affascinato, e alcune settimane più tardi si iscrive all'esame di fisica-chimica-biologia del primo anno di medicina.

## L'esperienza militare
Nel 1940, durante l'occupazione della Francia ad opera della Germania e dopo la morte della madre, Jacob lascia la Francia per arruolarsi nell'esercito. Nonostante abbia completato solo il secondo anno di medicina, entra a far parte della compagnia medica della 2ª Divisione corazzata sotto il comando del generale Charles De Gaulle. Fino al 1944 combatterà in Africa, trovandosi di fronte a situazioni che richiedono una preparazione in campo medico migliore di quella che lui possiede. In Ciad è l'unico medico nel territorio e dovrà eseguire due operazioni chirurgiche, una delle quali molto rischiosa - un'operazione al cranio- riuscendo comunque ad avere successo. Nel 1942 viene destinato ad un'unità combattente in via di formazione. Nel 1944 viene ferito durante un attacco aereo e mandato a Parigi per essere operato, riuscendo così a tornare in Patria. Per il suo operato militare riceve importanti onorificenze come la Gran Croce della Legion D'Onore.

## Rientro in Patria
All'ospedale militare Val-de-Grace a Parigi, dove fu ricoverato, rincontra suo padre, del quale non aveva avuto notizie dalla sua partenza nel 1940, e viene informato riguardo al suo imminente matrimonio con la vedova dello zio di Jacob. Intanto deve abbandonare il sogno di diventare chirurgo, dati i postumi delle ferite. Tormentato dall'idea di aver perso troppi anni di studio, di ritrovarsi con studenti molto più giovani e di restare indietro rispetto ai coetanei già interni in un ospedale, decide di darsi alla professione senza svolgere gli anni di assistentato. Jacob si reca all'Assistance publique per portare avanti la sua richiesta, ma non viene accettata. Nel 1947 conclude gli studi con una tesi sulla tirotricina, un antibiotico ad uso locale, il primo ad essere commercializzato. Ottiene un posto al Centro Cabanel per la collaborare alla diffusione della tirotricina.
In questo periodo incontra casualmente ad un concerto la sua futura moglie, Lise Bloch, dalla quale avrà quattro figli: Pierre, Luerent, Odile ed Henri.

## Dalla medicina alla ricerca
François Jacob era stato da sempre attratto dalla ricerca scientifica, ma l'incontro con un cugino che aveva avuto il coraggio di passare dalla medicina alla ricerca biologica, lo spinge a cercare un posto di lavoro in questo campo. Esponendo la sua ignoranza, la sua buona volontà e il desiderio di dedicarsi alla genetica, si reca dal presidente della commissione scientifica al Centro della penicillina, dal direttore dell'Istituto nazionale dell'igiene e dal direttore dell'Istituto Pasteur e solamente quest'ultimo gli offre una borsa di ricerca.
Si iscrive nella Facoltà di Scienze a Biologia; nel 1951 si laurea e nel 1954 consegue il dottorato nella stessa materia sul meccanismo relativo al ciclo litico e lisogeno virale alla Sorbona di Parigi.
Dopo numerose insistenze riesce ad entrare nel gruppo di ricerca di André Lwoff studiando l'induzione del profago.

## La ricerca presso l'Istituto Pasteur
Grazie all'Istituto Pasteur Jacob conosce molte personalità di spicco nell'ambiente scientifico; fondamentale per il proseguimento della sua carriera è l'incontro con Jacques Monod. Nel 1961 Jacob e Monod considerano l'idea che l'espressione degli enzimi nelle cellule sia il risultato di una retroazione nella trascrizione del DNA. I loro esperimenti e le loro idee danno nuovo impeto al campo emergente della regolazione genica.
Studia in collaborazione con Elie Wollman i meccanismi genetici dei batteri e dei virus e in particolare i fenomeni della coniugazione batterica in Escherichia coli.
Insieme a Lwoff, Jacob e Monod definiscono il modello dell'operone, grazie al quale ricevono nel 1965 il premio Nobel. L'operone è un insieme di geni che si autoregolano in modo coordinato, e ciò spiega molti aspetti della vita dei batteri.
Seguiranno poi gli studi sul controllo dell'operone del lattosio, che porteranno ad un primo esempio di regolazione della trascrizione genetica. Si tratta della regolazione negativa, poiché l'espressione dei geni è inibita da un repressore.
Jacob intuisce anche l'esistenza di un intermediaro instabile, che scopre essere l'mRNA, il quale fa da collegamento tra l'informazione contenuta nel DNA e quella espressa nelle proteine.

## Premi e riconoscimenti
- Durante la Seconda guerra mondiale riceve la Gran Croce della Legione d'Onore
- Nel 1962 riceve il Premio Charles Léopold Mayer all'Accademia delle Scienze
- Nel 1965 riceve il Premio Nobel per la medicina insieme ad André Lwoff e Jacques Monod
- Nel 1996 riceve il Premio Lewis Thomas per gli scrittori scientifici
- Nel 1996 è stato eletto membro dell'Accademia francese delle scienze